# Кріпацькі пісні
Вражають силою реалістичного зображення тяжкого підневільного життя селян, протесту проти приниження людської гідності і безправ’я у його буденних проявах, «осавули з нагаями на панщину гонять» не тільки молодих і здорових, але й старих та немічних і навіть малих дітей, а поскаржитися не можна, бо зараз «бере савула з козаками по сто палок бити».
Пісні були чи не єдиною розрадою і розвагою кріпака. Чув їх і малий Тарас Шевченко:
"Ой у неділю ранесенько до церкви дзвони дзвонять,
А нашого вельможного пана десятчики на панщину гонять.
Ой годі вам, препогані хлопи, до церкви ходити,
Ідіть на свого вельможного пана роботу робити!"
Може, саме ці рядки зринали у спогадах поета про безщасну рідню, яка гинула в неволі, коди він з болем і гнівом писав, «у тій хатині, у раю я бачив пекло. Гам неволя, робота тяжкая, ніколи й помолитись не дають»..
В піснях кріпацького циклу можна простежити наростання бунтівничих настроїв кріпаків — від скарг і прокльонів, які, за словами великого Кобзаря, були наївною, невинною помстою, «налож, пане, головою із твоєю роботою» до усвідомлення того, що пани живуть працею кріпаків,— «а хто ж буде лани жати, як мене не стане?!», до прямих закликів до боротьби:
Ой ходімо, пане-брате, в степ та в гайдамаки,
Та дамося, пане-брате, добре донам взнаки!
Чутки про скасування кріпацтва породили низку сатиричних пісень, що не втрачали популярності впродовж багатьох років, коли панщина вже не існувала. На думку І. Франка, це свідчило «про вищий розвій народного самопізнання, коли народ зачинає критично розглядати суспільний устрій, який його оточує, а не сміючи, або й не вміючи висловити своїх вражень просто, висловлює їх гумористично-іронічним способом в їдких, насмішливих пісеньках»
Надії колишніх кріпаків не справдилися, а пекуче бажання «озути пана в постоли» витворило пісні, в яких народна уява малювала сатиричні картинки. «пішла наша бариня пшениченьку жати, а за нею паничі колосся збирати»
Продовжуючи традиції родинно-побутової лірики, цей пісенний цикл розширює її тематичні рамки, торкається оцінки явищ соціального порядку.